# Friedrich Wilhelm Dengel
Friedrich Wilhelm Dengel (* 1741 in Dresden; † unbekannt) war ein deutscher Theaterschauspieler.

## Leben und Wirken
Dengel kam 1770 zur Theaterbühne, bildete sich auf mehreren kleinen Bühnen aus und trat ab 1784 in Hamburg auf. 1788 wechselte er nach Braunschweig zur Großmann'schen Gesellschaft. Nach drei Jahren schloss er sich der Bellomo'schen Gesellschaft in Weimar an und ging mit dieser in das österreichische Graz. Er war auch als Souffleur tätig.